# Jan III. (olomoucký biskup)
Jan III. OPraem († 1157 Olomouc) byl olomouckým biskupem v letech 1150–1157.

## Životopis
Uvedl do Hradišťského kláštera premonstráty (1151) a vyplnil tak přání, které Jindřich Zdík již nestihl realizovat. Byl to první klášter tohoto řádu na Moravě.